# Phare de Sodus Outer

Le phare de Sodus Outer (en anglais : Sodus Outer Light), est un phare actif situé sur le chenal menant du lac Ontario à la Sodus Bay (en), dans le Comté de Wayne (État de New York).

## Histoire
Ce phare construit en 1938 a remplacé l'ancien phare en bois de 1901. Fonctionnant longtemps au kérozène il a été converti à l'énergie solaire.

## Description
Le phare  est une tour quadrangulaire en fonte avec une galerie et une lanterne de 15 m de haut, sur le bout d'une jetée en béton. La tour est peinte en blanc et la lanterne est rouge.Son feu isophase émet, à une hauteur focale de 15,5 m, un éclat blanc de 3 secondes par période de 6 secondes. Sa portée est de 10 milles nautiques (environ 19 km).

## Caractéristiques dufeu maritime
Fréquence : 6 secondes (W)
- Lumière : 3 secondes
- Obscurité : 3 secondes

Identifiant : ARLHS : USA-765 ; USCG : 7-2170 .
|                          |
| Le premier phare en bois |

### Lien connexe
- Liste des phares de l'État de New York